# Emäjoki
Emäjoki är ett vattendrag i Finland.   Det ligger i landskapet Kajanaland, i den centrala delen av landet, 600 km norr om huvudstaden Helsingfors. Emäjoki  ingår i Uleälvens huvudavrinningsområde. 